# Museo de Arte Decorativo Firma y Odilo Estévez
El Museo de Arte Decorativo Firma y Odilo Estévez fue la residencia de la familia Estévez en Rosario, Argentina, donada íntegramente a la Municipalidad de Rosario con su mobiliario, colecciones de arte y decoraciones, y convertida en museo.
El museo se encuentra en el corazón histórico de Rosario, frente a la plaza 25 de Mayo, punto de comienzo de la vieja villa, a metros del Palacio de los Leones (sede municipal), de la Catedral y del Correo Central. Depende administrativamente de la Secretaría de Cultura y Educación de la Municipalidad de Rosario.

## Historia
Firma Mayor Taltabull de Estévez (hija de un inmigrante catalán, nacida en Rosario el 2 de febrero de 1874) donó su mansión y sus contenidos a la ciudad, en memoria de su esposo Odilo Estévez Yáñez, un inmigrante nacido el 4 de marzo de 1870 en Freas de Eiras, provincia de Orense, España, que había llegado a Argentina a los 14 años.
Odilo Estévez fundó la Yerbatera Paraguaya (que luego daría lugar a la empresa Estévez y Cía.), fue concejal por la Liga del Sur en 1911 y vicepresidente de la Comisión Municipal de Bellas Artes de la ciudad. Se dedicó a coleccionar obras de arte de distintos estilos desde 1914 junto a su esposa, quien luego sería colaboradora en la organización del Museo Histórico Provincial y se convirtió en la primera vicepresidenta de la Asociación de Amigos del museo.
El matrimonio compró en 1921 a Melitón de Ibarlucea la casa de Santa Fe 748, erigida entre 1870 y 1888 y reconstruida en el siglo XIX, cuyo solar fue restaurado en 1924 para albergar, junto con el resto de la vivienda, los objetos de la colección de arte.
Odilo murió en agosto de 1944 y Firma falleció el 8 de marzo de 1964. En su testamento legó la casa y la colección de arte a la ciudad de Rosario. El Ejecutivo Municipal recibió la donación en 1966 y el museo se inauguró oficialmente el 8 de julio de 1968.
El edificio fue declarado Monumento Histórico Nacional en 2011 por la Secretaría de Cultura de la Presidencia de la Nación Argentina.

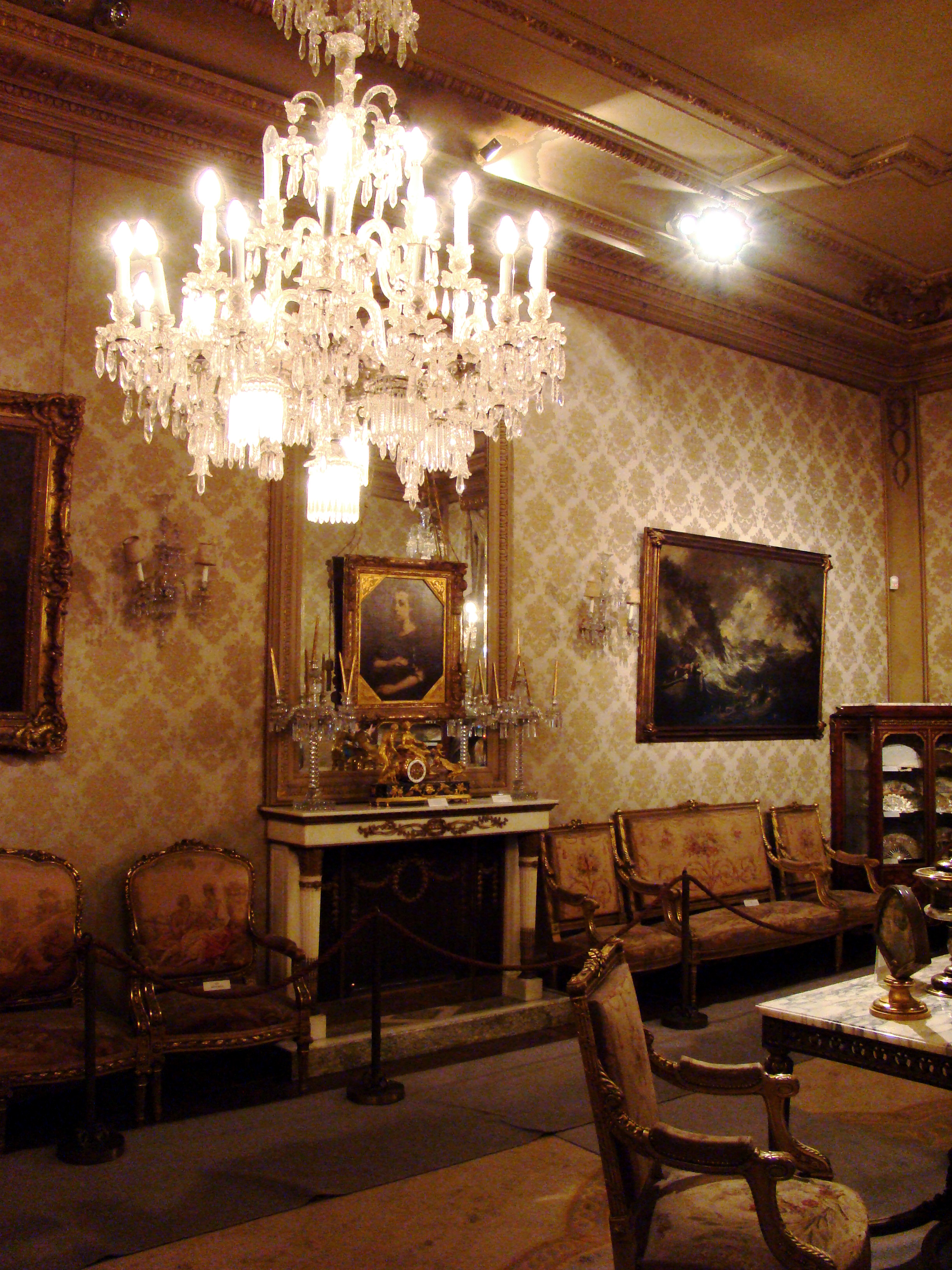
Salón principal.
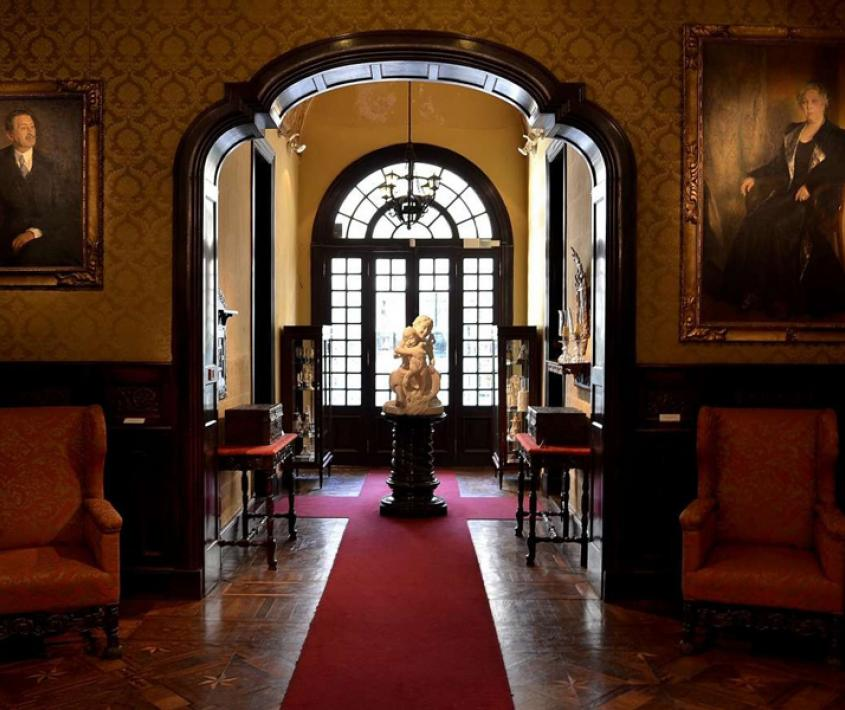
Galería entre el comedor y el patio andaluz.
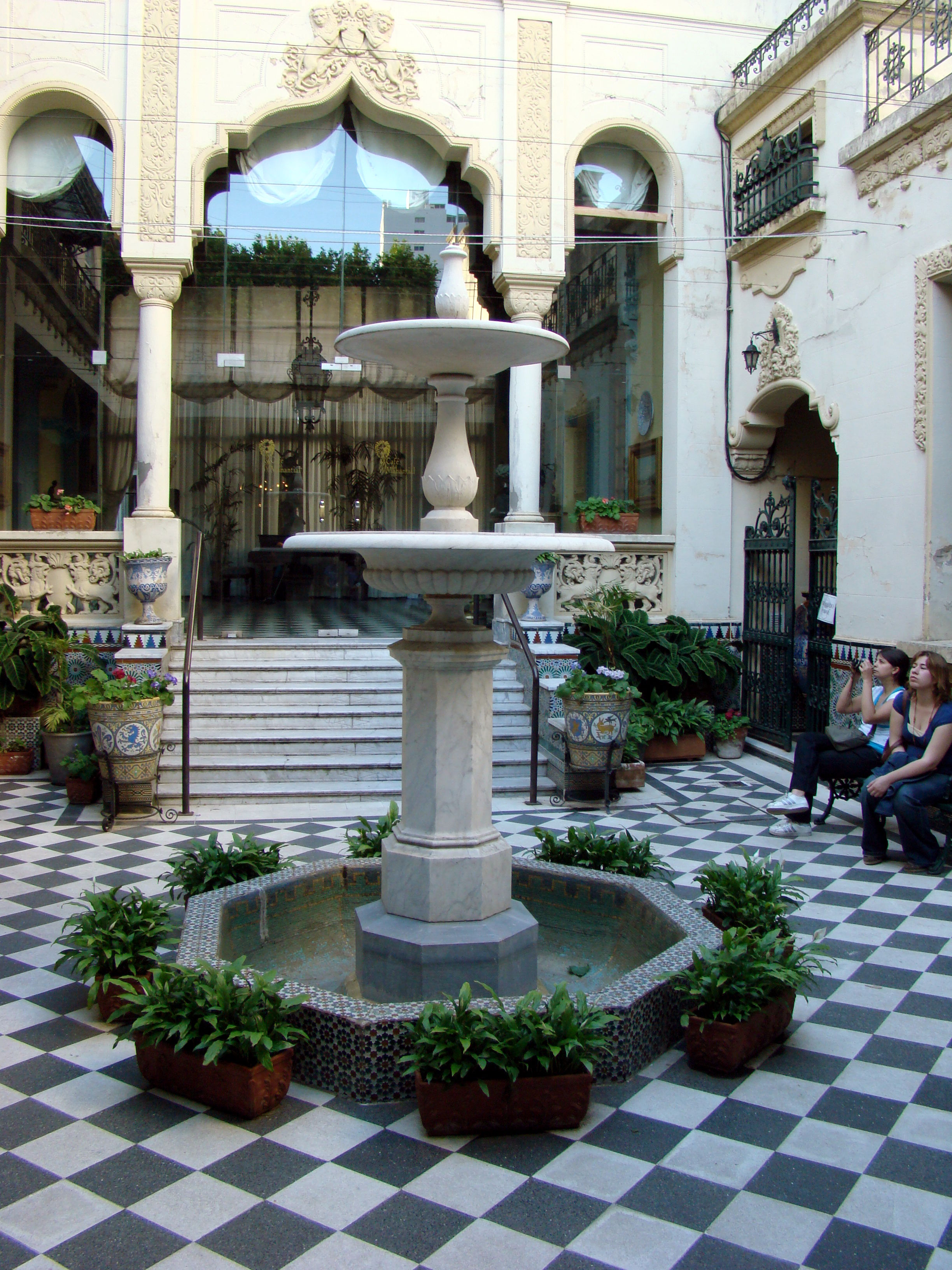
Patio andaluz frente al solar.

En 2020 se iniciaron trabajos de restauración por roturas en caños de desagües que permitieron descubrir restos históricos de la casa, incluyendo un aljibe y dos albañales. Las obras incluyeron entonces la instalación de una lámina de vidrio en el piso de roble de Eslavonia del comedor, para permitir la observación del yacimiento arqueológico que podría estar relacionado con los primeros pobladores de la ciudad. El museo fue reabierto al público el 30 de mayo de 2023.

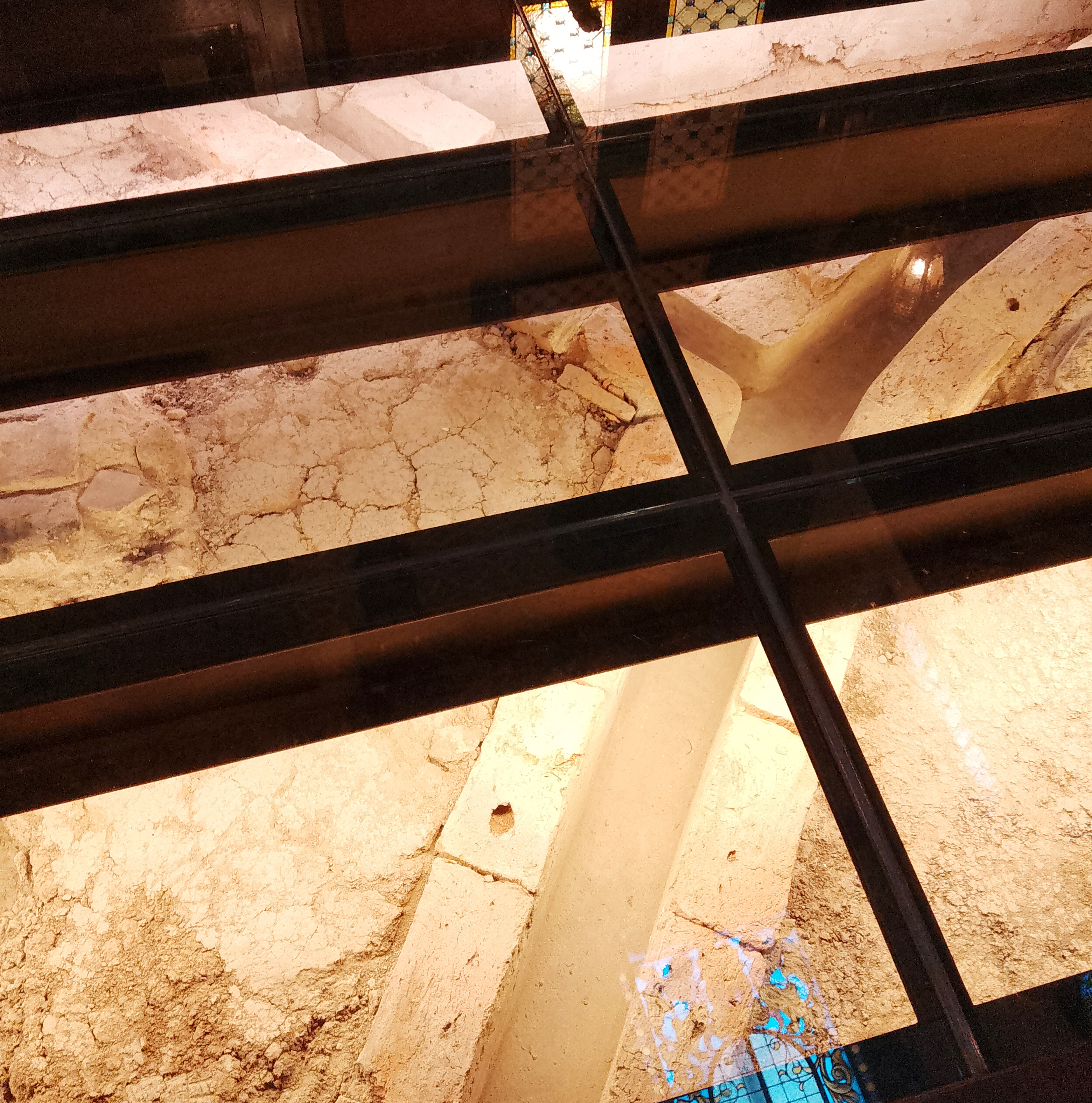

## Muestras
La exhibición de las piezas está distribuida entre el Hall Central y las salas Francesa y Española, el comedor, el dormitorio, el boudoir, el Parlour, el patio español, la Logia y la sala de exposiciones que tiene también entrada por calle San Lorenzo, del otro lado de la manzana.
Pinturas: tiene obras de Francisco de Goya (Retrato de María Teresa Ruiz Apodaca de Sesma), Jacques-Louis David (Retrato de un gentil hombre), Antoine Auguste Ernest Hébert (Maternidad), Juan Pablo Salinas (La cena del cardenal), François Gérard (Belisario), Melchior de Hondecoeter (Aves de corral) y lienzos atribuidos a François Boucher (Pastoral) y Bartolomé Esteban Murillo (La asunción de Santa Catalina), entre otras pinturas.

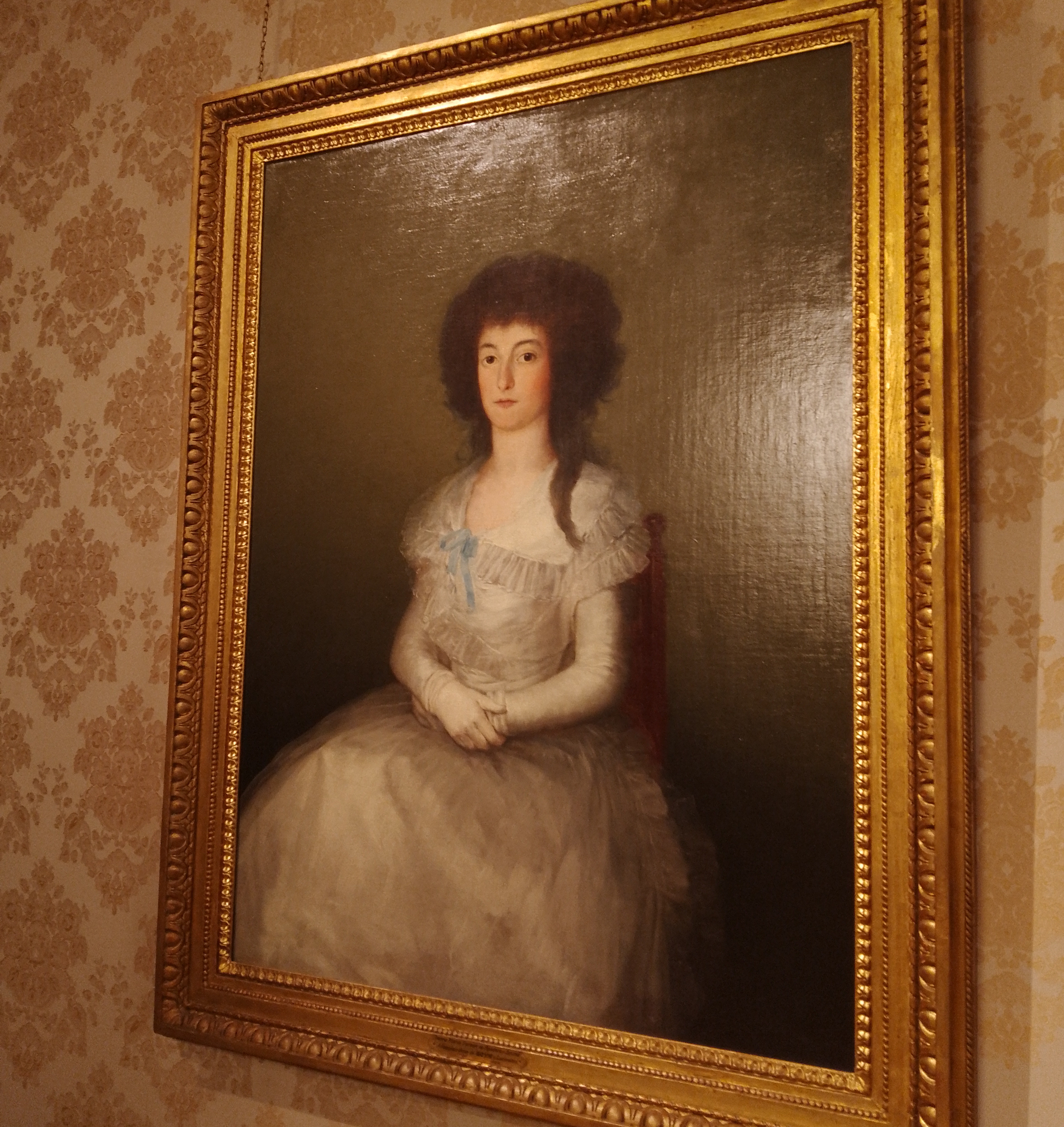
Retrato de María Teresa Ruiz Apodaca de Sesma (Goya)
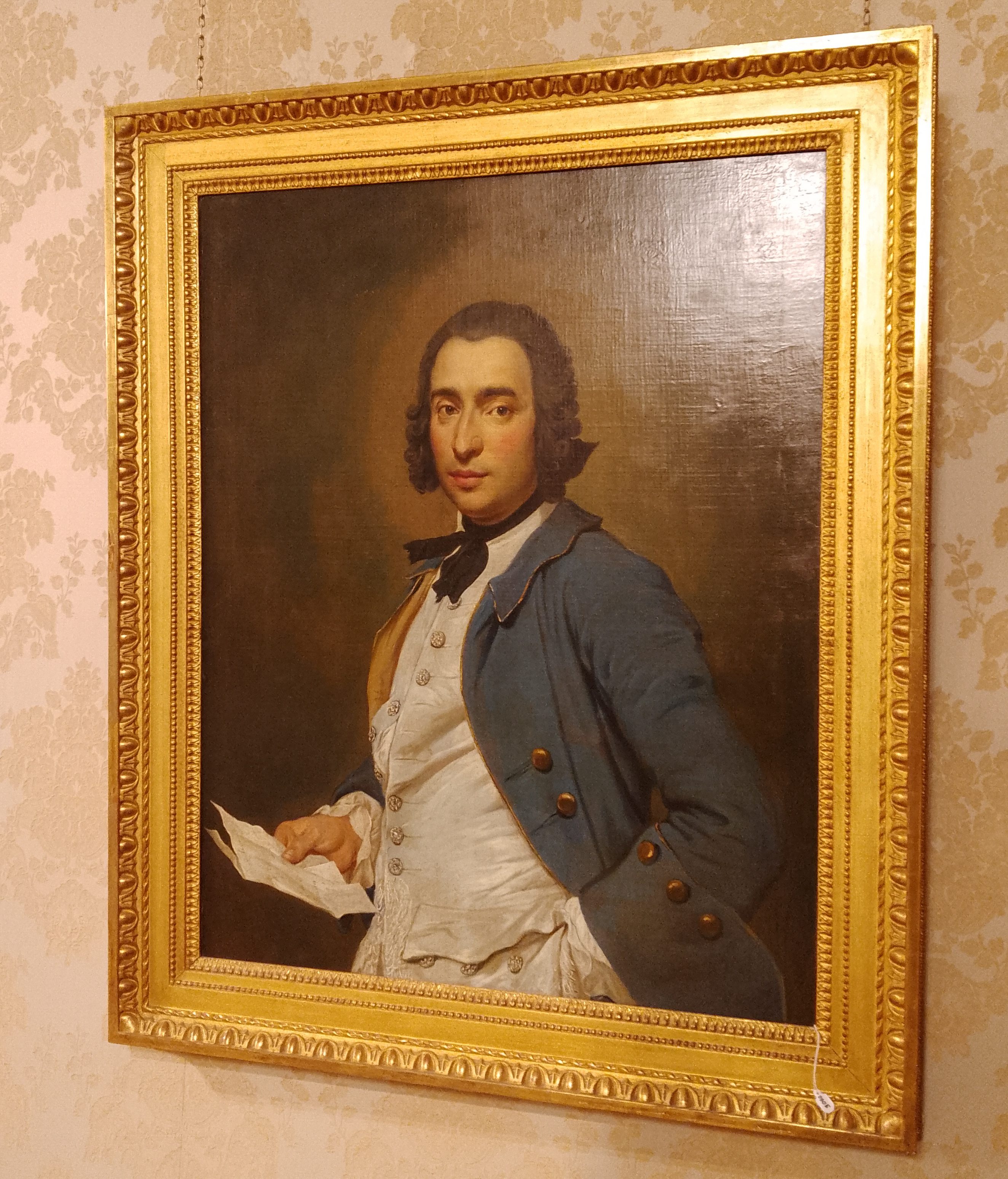
Retrato de un gentil hombre (Jacques Louis David)
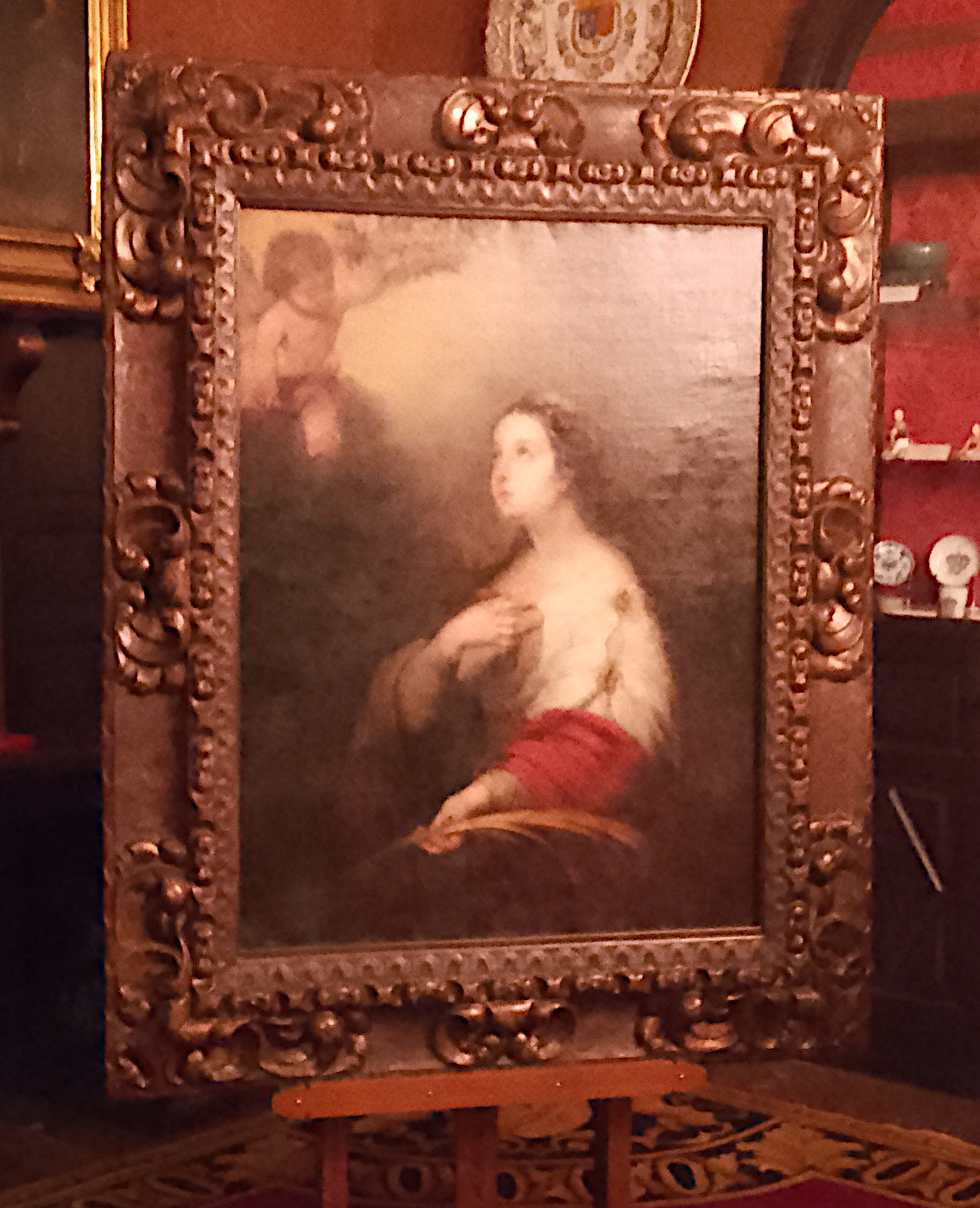
La asunción de Santa Catalina (atribuido a Murillo)

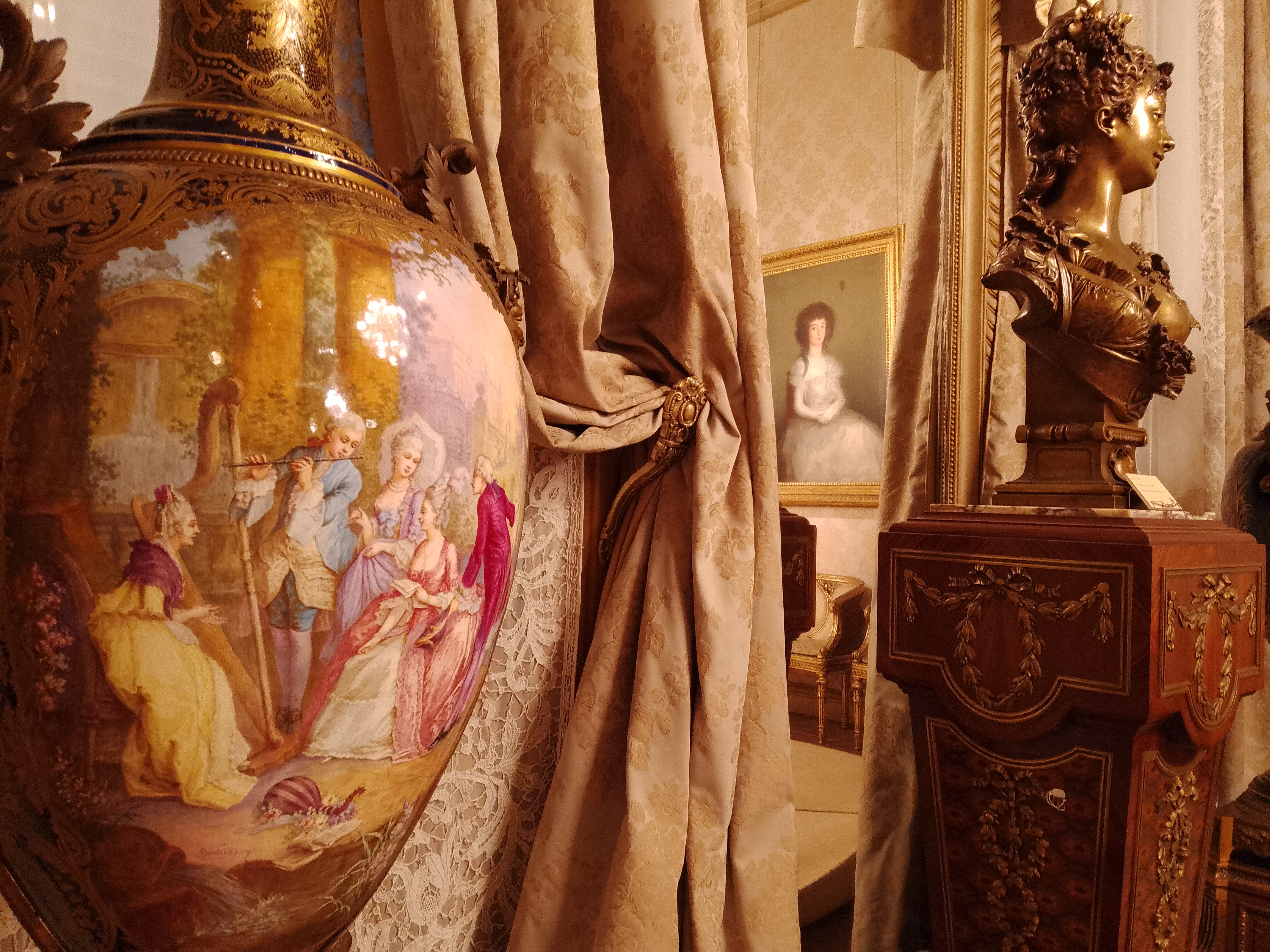

Esculturas: hay obras de Albert-Ernest Carrier-Belleuse (La primavera), Francisco Asorey (Madrecita -naiciña-), Peter Tereszczuk y Adolfo Wildt, entre otras.
Muebles: mobiliario español de los siglos XVI, XVII, y XVIII y copias de muebles franceses del siglo XVIII y algunos postcoloniales del Río de la Plata.
Cristales, vidrio, platería, cerámica y porcelana: hay piezas chinas y francesas de los siglos XVIII, XIX y XX, jarrones de la Dinastía Qing y un cofre de plata peruano de siglo XVIII. Los vitrales de la lucerna central fueron realizados por el catalán Salvador Buxadera en la década de 1920.
Marfiles y piedras duras: como un recipiente de jade verde en forma de pez de la Dinastía Qing.
Abanicos y tejidos: un abanico francés del siglo XVIII y una alfombra encargada por Odilo Estévez a la Real Fábrica de Tapices de Madrid.
El museo también es depositario de otras donaciones, como la de los herederos del escultor rosarino Pedro Cresta (obras en porcelana).

## Robo de obras
El 2 de noviembre de 1983, tres ladrones armados (presuntamente de la Triple A) redujeron a los cuidadores del museo y robaron cinco pinturas: La asunción de Santa Catalina (atribuido a Murillo), Retrato de Felipe II (Coelho Sánchez), Retrato de Doña Teresa Apocada de Sesma (Goya), El profeta Jonás saliendo de la ballena (José de Ribera) y Retrato de un joven (El Greco).
En 1989 se recuperó el Retrato de Felipe II en un hotel de Buenos Aires y en 1995 el Goya, de manos de un integrante de la banda de Aníbal Gordon. Tras una denuncia anónima al Departamento Protección del Patrimonio Cultural de la Policía Federal Argentina, La asunción de Santa Catalina fue recuperada por Interpol en Montevideo en octubre de 2018 y restituida al museo en diciembre de ese mismo año. Tras una restauración, fue expuesta nuevamente en noviembre de 2019.
El profeta Jonás saliendo de la ballena también se recuperó a partir de un llamado anónimo, en mayo de 2023, a la Secretaría de Cultura y Educación. La pintura fue ubicada en Buenos Aires y restituida en julio de ese mismo año, tras lo cual se inició un proceso de restauración de la obra.
Retrato de un joven, del Greco, es la única de las cinco obras robadas que permanece desaparecida.